# Twierdza Kraków

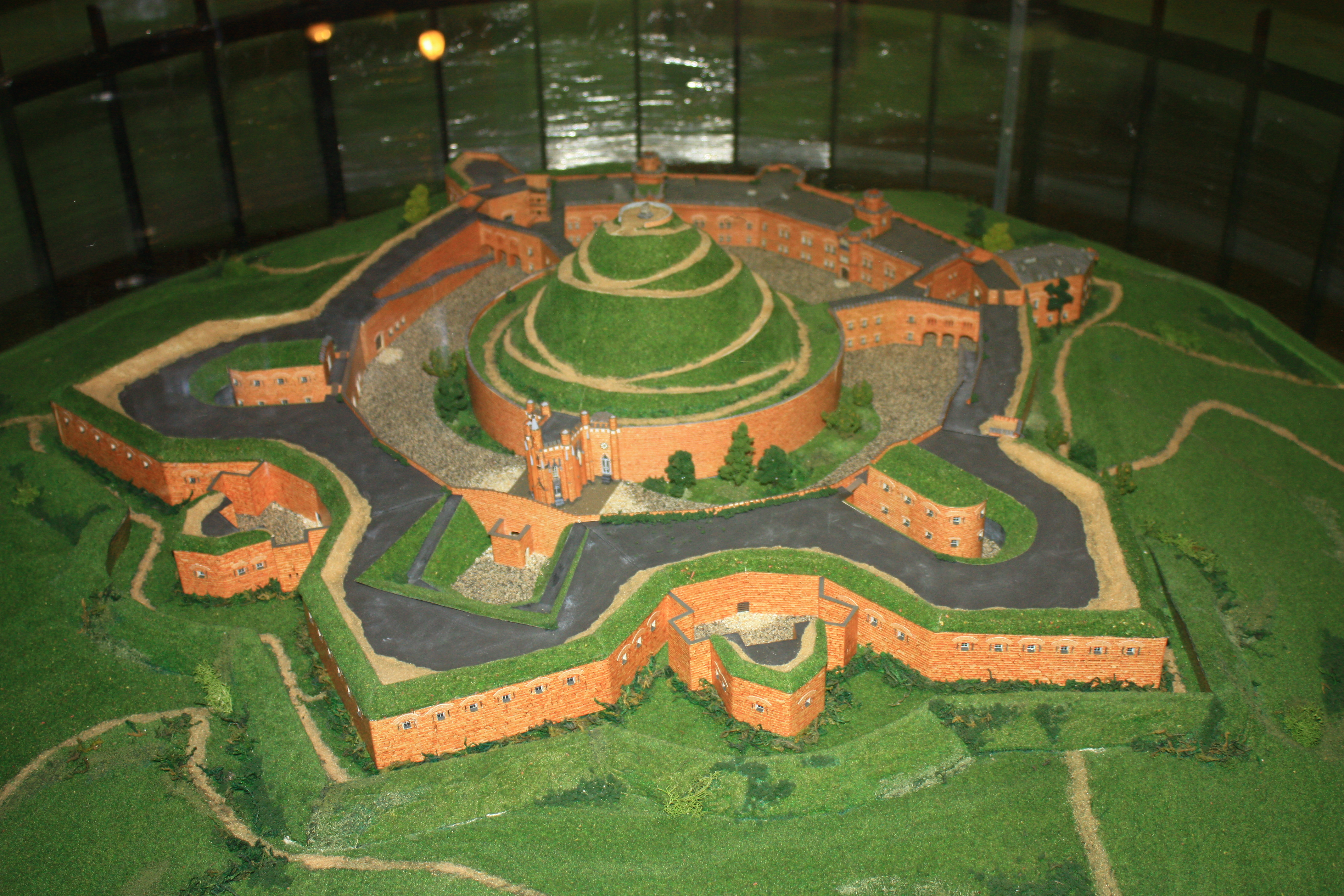
Makieta fortu cytadelowego „Kościuszko” – największej fortyfikacji Twierdzy Kraków

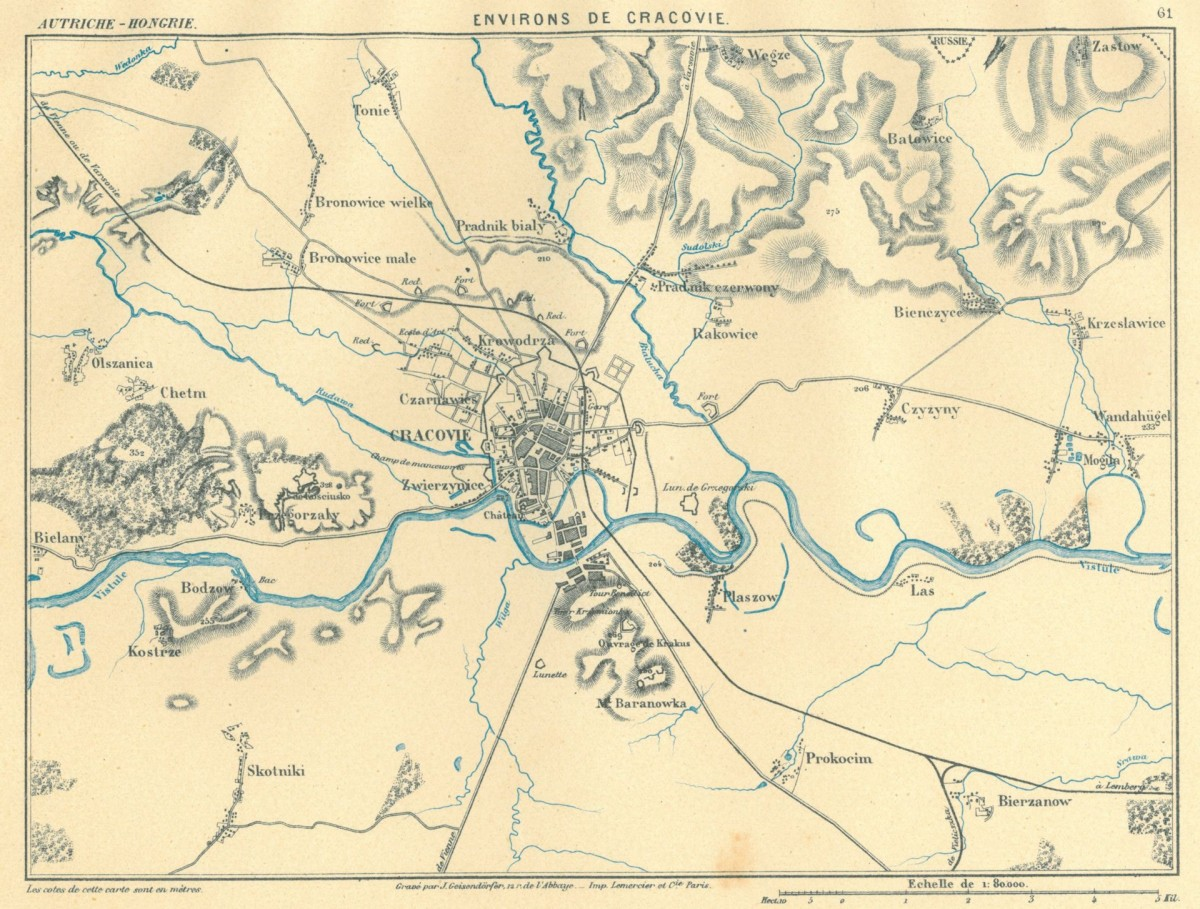
Twierdza Kraków na francuskiej mapie z 1881 roku

Twierdza Kraków (niem. Festung Krakau) – XIX-wieczna austriacka fortyfikacja wokół Krakowa powstała na rozkaz cesarza Franciszka Józefa po zlikwidowaniu autonomii Wolnego Miasta Kraków i wcieleniu go do imperium Habsburgów. 

## Okoliczności powstania
Na mocy kongresu wiedeńskiego Kraków otrzymał status Wolnego Miasta pod wspólną kontrolą Prus, Austrii i Rosji. Po jego zlikwidowaniu po upadku powstania krakowskiego z 1846 roku, terytorium Krakowa przypadło niepodzielnie Austrii. Austriacy wówczas już od 70 lat panowali na południowym brzegiem Wisły, gdzie w 1784 założyli miasto Podgórze, a także ufortyfikowali swoje nabytki terytorialne, aby bronić przepraw przez rzekę oraz traktu do Lwowa i Wiednia.
Historia Twierdzy Kraków rozpoczyna się wraz z zajęciem przez wojska austriackie Wawelu w 1846. Austriacki garnizon próbował przeprowadzić akcję pacyfikującą miasto w okresie Wiosny Ludów w kwietniu 1848, a gdy ekspedycja piechoty nie przyniosła skutku, ostrzelano miasto z armat ustawionych na zamku. Tylko szybka kapitulacja i deszcz uratowały miasto przed poważnymi stratami i pożarem. W walkach zginęło ponad 30 osób - głównie cywilów, choć polegli także i żołnierze. W 1849, Austriacy rozpoczynają pierwsze prace przy kopcu Krakusa i na Wawelu. 12 kwietnia 1850, wraz z ogłoszeniem decyzji Franciszka Józefa I o budowie twierdzy, ruszyły prace na kopcu Kościuszki i przy rogatce warszawskiej.

## Budowa i rozwój twierdzy

### 1850–1878

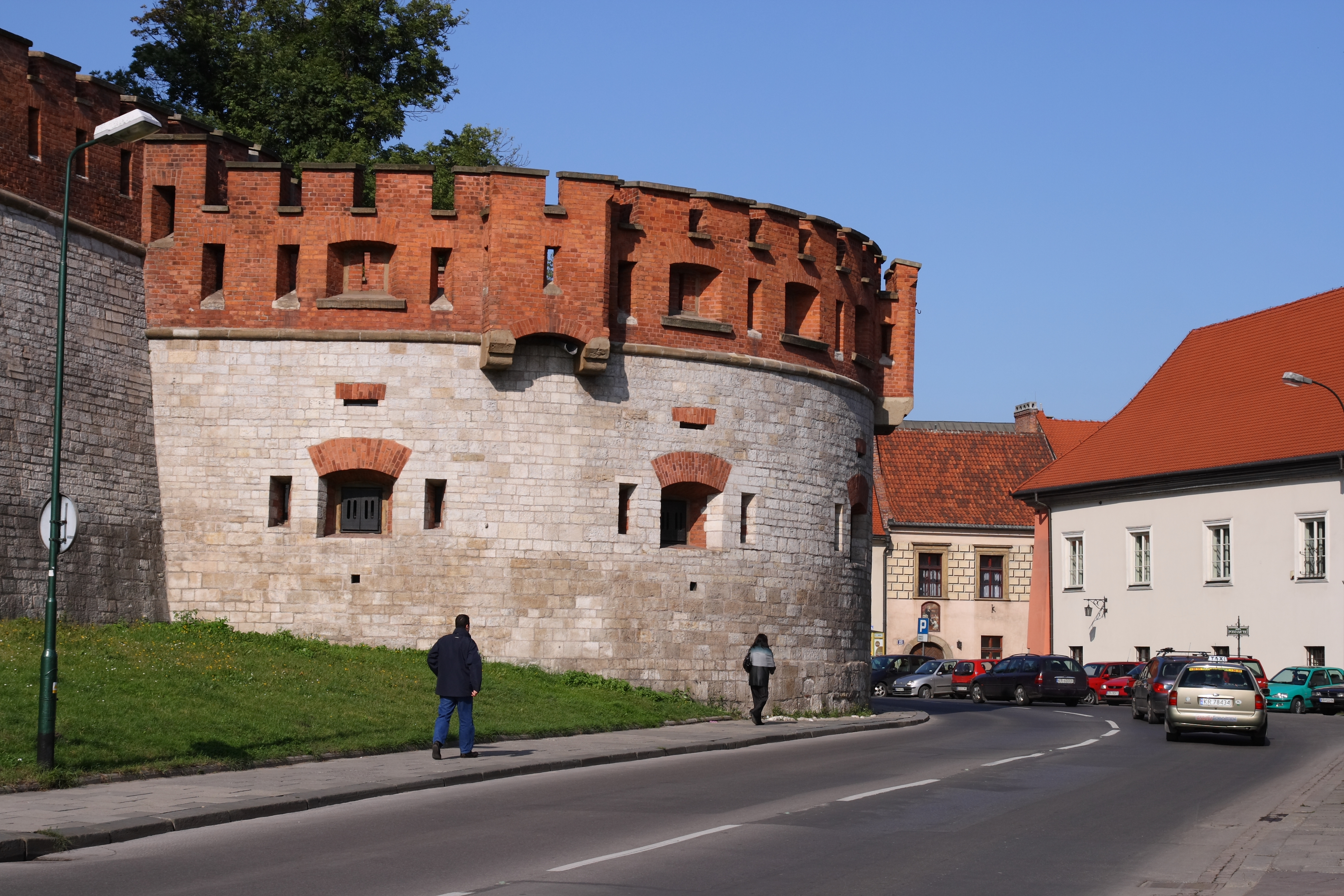
Wawel – kaponiera pod Kurzą Stopką

Pierwszy projekt realizowany w latach 1850–1862 opierał się na istniejących fortyfikacjach Krakowa oraz Podgórza. Na przedpolu miasta stworzono wtedy cztery nowe forty. Dwa na wschodzie: fort 12 „Luneta Warszawska” i fort 17 „Luneta Grzegórzecka”, jeden na zachodzie: fort cytadelowy 2 „Kościuszko” okalający kopiec Kościuszki i na południu – fort cytadelowy 33 „Krakus”. Na zapolu umieszczono dwie wieże artyleryjskie: wieża 32 „Krzemionki” i wieża 31 "św.Benedykt". Zamek Wawel pełnił rolę cytadeli. Najdłużej budowany był fort 17, gdzie w 1856 doszło do katastrofy budowlanej. Zawaleniu uległa redita.
Stworzony wówczas (1846‌–1854) obóz warowny składał się z rdzenia w skład którego wchodziły dwa potężne forty główne zbudowane dookoła ziemnych kopców („Kościuszko” i „Krakus”), dwa forty z reditami (luneta Warszawska i Grzegórzecka), dwie wieże maksymiliańskie („Krzemionki” i „św. Benedykt”) i 29 dzieł pośrednich – ziemnych szańców. Rolę cytadeli pełnił Wawel otoczony nowymi fortyfikacjami.
W 1850 mianowano pierwszego komendanta Twierdzy Kraków. Był nim Oberstleutnant Max Singer. W 1854 przystąpiono do sypania szańców typu FS (Feld Schanze – szaniec polowy) na przedpolach rdzenia. Zaczęto też numerować nowo powstałe obiekty.
W latach 1850–1855 wiele budynków adaptowano do funkcji koszarowych (np. koszary na ul. Grodzkiej i Zwierzynieckiej). Wybudowano m.in. koszary Franciszka Józefa (obecnie budynek Wojewódzkiej Biblioteki Publicznej), piechoty na Wawelu, Obrony Krajowej przy ul. Siemiradzkiego.
W latach 1854–1856 zrealizowano projekt rozbudowy rdzenia autorstwa hrabiego von Caboga. Otrzymano obwód wału, w którego załamaniach znajdowały się bastiony lub półbastiony. Całość planowanych prac wykonano na północ od twierdzy. Numerację przyjęto zgodnie z ruchem wskazówek zaczynając od Wisły, oznaczając bastiony cyframi rzymskimi. Na północ i północny wschód otrzymano postać fortów reditowych z silnie rozbudowanymi kaponierami zapola. Z kolei bastiony I, I ½, II, IV były półstałymi drewniano-ziemnymi fortami reditowymi. W 1857 rozpoczęto budowę fortu reditowego 7 „Za Rzeką. Następnie powstawały 9 „Krowodrza” (1860–1864) i 15 „Pszorna” (1865–1869). W obliczu obawy przed możliwym wybuchem wojny habsbursko-rosyjskiej usypano szańce FS-2 ½ na przedpolu fortu 2. 
Lata 60. XIX w. to także okres rozbudowy infrastruktury twierdzy. Powstały koszary kawalerii przy ul. Lubicz, a w 1873 ruszyła budowa koszar arcyksięcia Rudolfa oraz składów kolejowych przy ul. Ogrodowej.
W latach 1872–1878 dokończono budowę wysuniętego na 7 km półstałego dzieła na Łysej Górze przy trakcie warszawskim, później także na Pasterniku przy trakcie śląskim. W 1878–1879 Austro-Węgry stanęły w obliczu wojny z Rosją. Ufortyfikowano wówczas Kraków szańcami artyleryjskimi o formie zbliżonej do pięciokąta z fosą bronioną na odcinku czołowym dwiema drewnianymi kaponierami (w takiej formie zachował się jedynie szaniec 41). Ogółem powstało ich 13, w promieniu 7–12 km od centrum miasta. Po ustąpieniu zagrożenia rozbudowa była kontynuowana. W 1879 umocnienia na Łysej Górze przebudowano na fort artyleryjski jednowałowy. W kolejnych latach także pozostałe szańce przechodziły modernizacje. Wyjątkiem były forty 38 i 52. Fort 38 był pierwszym fortem pancernym w Europie Środkowej. Jedynym nieprzebudowanym na fort był szaniec 41 „Bronowice”. Usypano także szereg szańców piechoty typu IS (Infanterie Schanze) oraz baterie artylerii dalekiej. Odcinek pomiędzy bastionem III a V został przesunięty naprzód. Fort 12 przemianowany został na bastion IVa oraz FS-13 po małej przebudowie na bastion IVb. Pozostałe forty rdzenia przechodziły również pewne modernizacje w postaci poprzecznic z blachy falistej. Dokonano podziału twierdzy na grupy obrony, autonomiczne, o których podziale decydowały przede wszystkim uwarunkowania terenowe.

### 1878–1914
W latach 1878–1879 postanowiono po raz kolejny szybko ufortyfikować Kraków pierścieniem dzieł obronnych. Były to samodzielne baterie artylerii i półstałe szańce o charakterze fortów artyleryjskich. Na nowym, długim obwodzie twierdzy zrealizowano kilkanaście dzieł, który był zaczątkiem zewnętrznego III pierścienia Twierdzy Kraków. W latach 1881–1888 Kraków stał się twierdzą fortów artyleryjskich, zbudowanych w III pierścieniu. W tym samym czasie zbudowano fort 38 „Skała” na skraju Lasu Wolskiego. Trzon siły bojowej tego fortu stanowiła niemiecka wieża pancerna Grusona z dwoma działami 12 cm, otoczona wałem dla piechoty. Był to pierwszy fort pancerny twierdzy. Jednocześnie zespół umocnień w Lasku Wolskim utworzył pierwowzór grupy fortowej. Tworzyły je fort 38 z fortem 39, baterie nr 35, 36, 37, małe szańce piechoty IS-III-1, 2, 3 oraz położony przy ostatnim zespół baterii nr 40a i 40b. Pierścień dopełniały inne forty półstałe. W tym czasie wykonano na zapleczu frontu północnego linię standaryzowanych szańców piechoty, lokalizowanych również w innych pozycjach na obwodzie fortów. W latach 1887–1888 przeprowadzono poważne zmiany w obrębie rdzenia. Odcinek między bastionami III i V został wysunięty naprzód, na linię drugiego pierścienia. W związku z tym bastion IV został skasowany, a fort 12 został oznaczony jako bastion IVa, FS 13 po nieznacznej przebudowie jako bastion IVb. Inne dzieła przeszły modernizację polegającą na wybudowaniu poprzecznic ze schronami.
W roku 1888 wprowadzono nową organizację obrony nałożoną na dotychczasową strukturę twierdzy. Założenie podzielono na osiem sektorów obronnych. W ten sposób sektory I i II stanowiły północną i południową część rdzenia wraz z odpowiednimi partiami drugiego pierścienia. Trzeci pierścień tworzyły po północnej stronie Wisły sektory III i VI, po południowej VII i VIII.
W latach 1892–1895 w północnej Twierdzy powstały dwa forty klasy Einheitsfort, duży fort pancerny. Autorstwo przypisuje się Ernestowi von Leithnerowi. Wówczas powstały pierwsze międzypolowe forty pancerne. 43a i 47 ½ to uproszczone duże forty pancerne bez wież haubic i moździerzy. Mają one szereg prymitywnych cech w zestawieniu z modelem fortu pancernego Emila Gołogórskiego z 1895 roku. Był to fort z fosą o spłaszczonym stoku z uproszczonym dwukondygnacyjnym blokiem koszarowo-bojowym. Na tym modelu oparto forty 44a, 45a, 48a, 50 ½ W, 52a, 52 ½. W 1896 r. ruszyła budowa fortu 51 ½ wyposażonego w armaty M.94 oraz wieżę obserwacyjną. W 1895–1897 wybudowano dzieła piechoty – 41a i 49 ½ a, zaopatrzone w hangary dla armat polowych. W 1898 roku rozpoczęła się budowa obiektów 49 ¼, 50 ½ O, 53a. Mają one rozbudowane tradytory oraz głębokie fosy bronione z kaponier przeciwstoku lub grodziowych, a 50 ½ – opatrzonych tarczami pancernymi dla dwóch armat M.99. Wówczas powstał także fort piechoty 50a z blokiem koszarowym i hangarami dla armat polowych. W latach 1892–1893 wzmocniono wał rdzenia na odcinku podgórskim, budując cztery forty obrony bliskiej St. I – IV.
Zmodernizowano stare forty artyleryjskie. Dzieło 44 doprowadzono do standardu fortu opancerzonego, w pozostałych zmodernizowano kaponiery poprzez przebudowę profilu strzelnic. Obiekty 45, 48 i 49 otrzymały wzmocnienia strukturalne schronów głównych. Obiekty z prostą szyją otrzymały sponsony dla broni maszynowej. Na forcie 38 wylano dodatkowe płyty żelbetowe, na 49 i 52 ściągnięto nasypy ziemne pod wspomniane płyty. Zlikwidowano pierwszy pierścień. Jego funkcje przejął drugi pierścień. W latach 1907–1909 szańce FS (4, 5, 8, 10, 14) przebudowywano na międzypolowe forty piechoty rdzenia. W 1903 wybudowano szereg baterii stałych opatrzonych schronami w poprzecznicach na północno-zachodnim froncie twierdzy. Po kasacji FS-1 i FS-30 na południowym zboczu wzgórza św. Bronisławy poniżej dzieła 2 „Kościuszko” wystawiono fort piechoty N-1 „Zwierzyniec”. W 1910 wybudowano szereg ostrogów bramnych przy forcie 2 „Kościuszko” oraz przy forcie 7 i 47a. W latach 1912–1914 charakter obiektów stałych o niezbyt dużej odporności uzyskały 39 „Olszanica” i 53 „Bodzów”. Ostatnim fortem powstałym w twierdzy był fort „Bielany”. Podjęto budowę niezbyt licznych schronów amunicyjnych na tyłach III pierścienia. W 1913 infrastrukturę twierdzy powiększono o szereg barakowych koszar dla piechoty i artylerii powstających w bliskości zewnętrznego pierścienia. Powstały także: w 1912  lotnisko z zapleczem w Rakowicach, garaże samochodowe przy ul. Zwierzynieckiej, składy benzyny na Grzegórzkach. Realizowano również strzelnice ogólnowojskowe.

## Rola w I wojnie światowej
Realnej siły bojowej Twierdza Kraków nabrała latem 1914 roku. Międzypola wypełnione zostały ciągłą linią okopów. Jako dzieła polowe powstały tzw. punkty oporu dla piechoty i baterie dla artylerii. Pozycje te miały drewniano-ziemne schrony, stanowiska ogniowe ciężkich karabinów maszynowych, strzelców i reflektorów. W drugiej połowie 1914 roku wykonano umocnienia polowe, pogłębiając obronę także od zewnątrz. Przykładem takiego zespołu umocnień może być grupa „Dziekanowice-Bosutów”, która ubezpieczała wzgórza blisko fortów „Sudół” i „Batowice”. Tam, gdzie podłoże było skaliste, wykonano zespoły podziemi schronowych (kawern). Jedne z nich tworzyły bierne zaplecze schronowe, niektóre natomiast stanowiły zaplecze schronowe polowych pozycji obronnych w linii fortów lub przed nimi, bezpośrednio połączone z okopami. Zespoły te realizowano od chwili mobilizacji do roku 1916.
Twierdza Kraków, której komendantem był wówczas gen. Karl Kuk, odegrała w tych operacjach istotną rolę, ułatwiając Austriakom przerzucenie wojsk z południowego na północny brzeg Wisły i odwrotnie.
Gdy nastąpiła ofensywa gorlicka (zwana też operacją gorlicko-tarnowską) twierdza nie odegrała już w walkach żadnej roli. Większość formacji przydzielonych do jej obrony wysłano na front, a w ślad za nimi wymontowywano sukcesywnie uzbrojenie fortów. W 1917 roku Twierdza Kraków została zdegradowana do roli umocnionego przyczółka mostowego.

## Czasy II RP i II wojna światowa
W październiku 1918 roku w okresie załamywania się monarchii austro-węgierskiej cały garnizon Krakowa liczył około 12 000 ludzi. W Twierdzy Kraków znajdowały się duże magazyny, które Austriacy zamierzali wywieźć, aby poprawić krytyczną sytuację zaopatrzeniową Wiednia. W końcu października działała już w Krakowie Polska Komisja Likwidacyjna oraz tajna organizacja mająca członków wśród korpusu oficerskiego wojsk austro-węgierskich. 31 października 1918 spiskowcy pod dowództwem porucznika Antoniego Stawarza zajęli koszary austriackie w Podgórzu rozbrajając załogę, co dało początek opanowaniu całego Krakowa. W ostatnich tygodniach I wojny światowej potężne umocnienia twierdzy bez rozlewu krwi przeszły w ręce organizującego się Wojska Polskiego. Twierdza Kraków miała stać się bazą jego szybkiego rozwoju.
Po 1918 roku fortyfikacje przejęło Wojsko Polskie. W sztabie Krakowskiego Okręgu Wojskowego utworzono Zarząd Forteczny, który zajmował się ochroną i konserwacją, a także zagospodarowaniem pozostawionych fortyfikacji. Skupiano się głównie na modernizacji koszar i wartowni przyfortecznych. Sprzedano prawie całkowicie grunty kurtyn rdzenia, z szańcami i fortami (N-6) włącznie, niektóre forty zniwelowano.
W 1939 roku front zachodni twierdzy, obsadzony pododdziałami Grupy Fortecznej płk. Klaczyńskiego z 23 DP, osłonił odwrót Armii „Kraków” – grupa fortu 44 „Tonie” starła się z czołówkami niemieckiego VII korpusu i 5DPanc. W grudniu 1944 wojska niemieckie wykorzystały forty północnego i wschodniego frontu III pierścienia dla organizacji pozycji obronnej, stawiając krótkotrwały opór wojskom sowieckim. Fort 2 (3) „Kościuszko”, przemianowany przez Niemców na „Fort Liszt”, pełnił rolę centrum łączności oraz centrali telefonicznej. W forcie 43 „Pasternik” miała się rzekomo znajdować centrala minerska łącząca się kablem z ładunkami wybuchowymi w zaminowanym mieście, co jednak było w dużej mierze mitem związanym z wyzwoleniem Krakowa przez wojska Armii Czerwonej dowodzonej przez marszałka Iwana Koniewa. Wycofując się, Niemcy wysadzili i zniszczyli kilka obiektów, w tym przede wszystkim mosty na Wiśle i lotnisko w Rakowicach. Polskiemu Podziemiu udało się unieszkodliwić część ładunków wybuchowych. Informacje o podminowaniu krakowskich zabytków i możliwości ich wysadzenia z fortu 43 "Pasternik" są jednym z mitów dotyczących wyzwolenia Krakowa w 1945.

## Czasy powojenne
Po drugiej wojnie światowej przystąpiono do demilitaryzacji najstarszych fortów, ale część została wyburzona (IVb, V, 5, 9, 14, 14 ½, 15, 32, 33, 43a, 47 ½, 53). Forty „Kościuszko” i „Kleparz”, już jako zabytki, zostały uratowane przed zburzeniem przez profesorów Karola Estreichera i Janusza Bogdanowskiego, choć fort „Kościuszko” został dość mocno okaleczony przy próbie jego wyburzenia. 
Forty wykorzystywano do różnych celów, zależnie od władających. W niektórych funkcjonowały jednostki wojskowe, w innych służby mundurowe lub instytucje państwowe, przedsiębiorstwa lub spółdzielnie, jeszcze inne były oddane np. uczelniom do celów naukowych lub magazynowych. Kolejny etap demilitaryzacji fortów nastąpił w latach 80–90., kiedy to część z nich została skomunalizowana, a część przekazana w zarząd Gminie Miejskiej Kraków, następnie poddana częściowej prywatyzacji.
Niektóre z fortów służą do dzisiaj. W forcie 38 „Skała” mieści się obserwatorium astronomiczne UJ, w forcie „Olszanica” funkcjonuje hotel harcerski i ośrodek jazdy konnej, a w forcie „Grębałów” – Ognisko Towarzystwa Krzewienia Kultury Fizycznej Przyjaciel Konika. W forcie „Kościuszko”, który już uzyskał status pomnika historii i jest obecnie siedzibą Muzeum Kościuszkowskiego, znajdują się także radio RMF FM, hotel oraz kawiarnia. Przez kilka lat trwały prace nad renowacją fortu „Tonie”, który miał stać się główną siedzibą muzeum Twierdzy Kraków. W drugiej dekadzie XXI w. wyremontowano forty „Borek” i „Jugowice” („Łapianka”). W forcie „Borek” ma znajdować się oddział Centrum Kultury Podgórza oraz Biblioteka Piosenki Polskiej, zaś w forcie „Jugowice” („Łapianka”) – centrum harcerskie i filia Muzeum Krakowa.
Obecnie Twierdza Kraków to ponad 100 obiektów, którymi opiekuje się (między innymi) Społeczny Komitet Odnowy Zabytków Krakowa. Część z nich już przeszła pierwsze prace konserwatorskie i rewitalizacje. Twierdza Kraków to także 1083 hektary cenionych terenów zielonych, z czego ponad 380 ha stanowi starodrzew. Do popularyzacji historii fortów przyczynia się uruchomienie trasy turystyczno-krajoznawczej Szlak Twierdzy Kraków.